# Ареваманук
Ареваманук («сонячний юнак») — у вірменській міфології мисливець, покараний сонцем. Розгніваний невдалим триденним полюванням, Ареваманук вирішив вбити сонце, щоб воно впало з неба і весь світ покрився темрявою. Коли Ареваманук натягнув тятиву свого лука, щоб вистрілити в сонце, що сходить, воно дало Аревамануку ляпас, вогненною рукою схопило його за волосся і кинуло в пустелю. Ареваманук був мертвий вдень і оживав тільки вночі. Мати Ареваманук вирушила до матері сонця з благанням врятувати її сина, і та дозволила їй набрати води з водоймища, де купалося сонце після своєї денної подорожі, і цією водою окропити Ареваманука для його повного оживлення.
За іншим міфом, Ареваманук попросив сонце затримати свій візит, щоб його мати закінчила в'язати для нього шкарпетки. Сонце виконало бажання юнака. Але, коли мати сонця дізналася причину його запізнення, вона прокляла Ареваманука: він став помирати вдень і оживати лише вночі, а його мати так і не може закінчити в'язання шкарпеток.